# 1504 w polityce

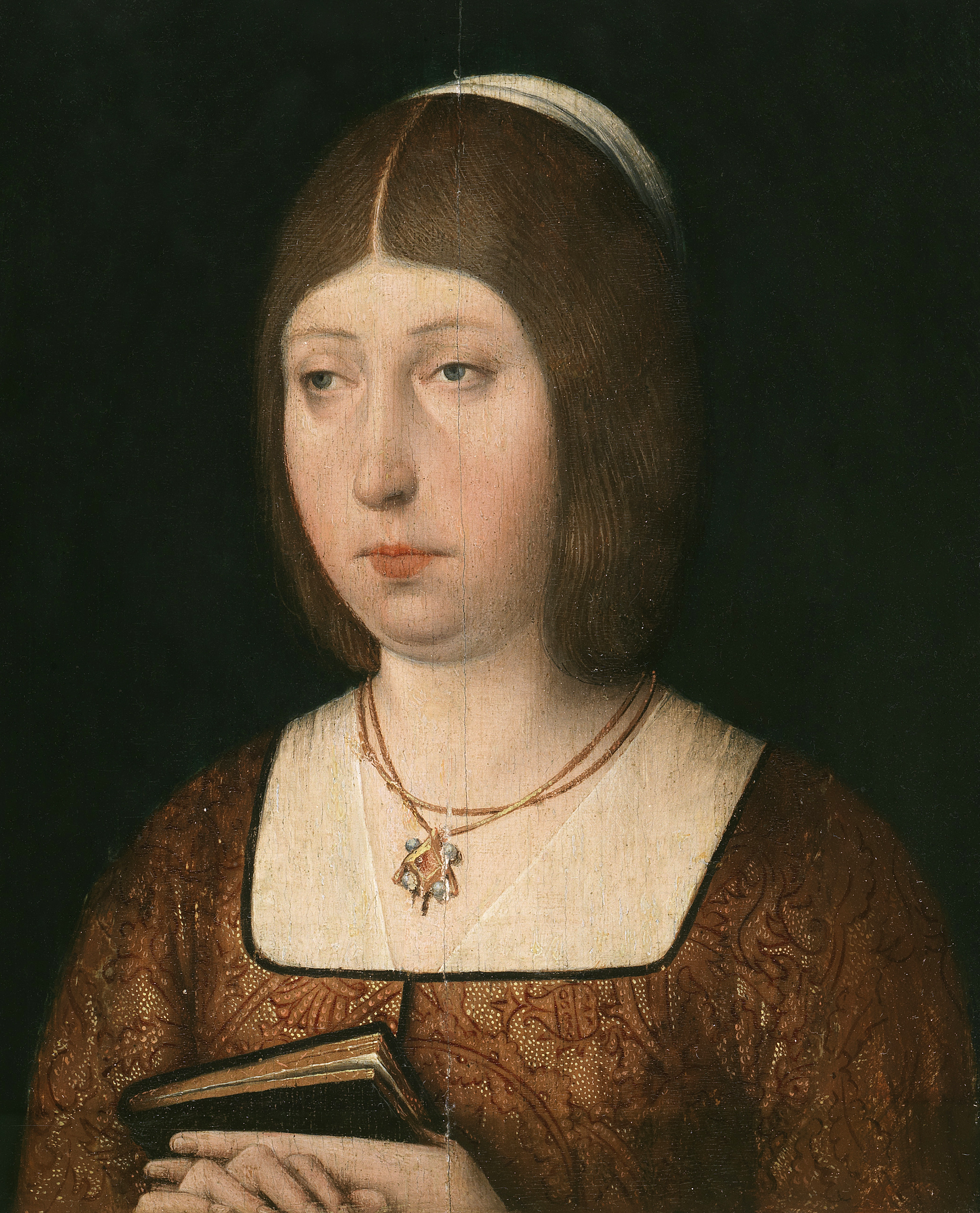
Izabela I Katolicka

Wydarzenia polityczne w 1504 roku.

## Urodzili się
- 17 stycznia Antonio Ghislieri, późniejszy papież Pius V, w 1712 ogłoszony świętym Kościoła katolickiego[1].

## Zmarli
- 26 listopada Izabela I Katolicka], królowa Hiszpanii[2].